# 1959 en arts plastiques
| Années des arts plastiques : 1956 - 1957 - 1958 - 1959 - 1960 - 1961 - 1962    |
| Décennies des arts plastiques : 1920 - 1930 - 1940 - 1950 - 1960 - 1970 - 1980 |

Cette page concerne l'année 1959 en arts plastiques.

## Naissances
- 29 janvier : Kate Malone, artiste céramiste anglaise,
- 13 février : Michel Lemieux, artiste multidisciplinaire québécois,
- 22 février : Sophie Boursat, artiste plasticienne multimédia française,
- 25 juin :  Rob Gonsalves, peintre canadien († 14 juin 2017),
- 6 octobre : Edith van der Aa, peintre néerlandaise († 1993),
- 9 novembre : Frédéric Fenollabbate, peintre, dessinateur, graveur et cinéaste français,
- 20 novembre : Bruno Altmayer,  peintre réaliste-visionnaire et vitrailliste français.

## Décès
- 7 janvier : Gustave Louis Jaulmes, peintre français (° 14 avril 1873),
- 4 février : Émile Dorrée, peintre français (° 27 septembre 1883),
- 11 février : Fernand Labat, peintre, graveur et illustrateur français (° 14 janvier 1889),
- 14 février : Jean Montémont, instituteur, professeur de dessin et peintre français (° 22 février 1913),
- 19 février : Luigi Michelacci, peintre italien (° 23 juillet 1879),
- 4 mars : Marcel Roche, peintre, dessinateur et graveur français (° 27 juin 1890),
- 1er mars: Charles Lacoste, peintre français (° 3 mars 1870),
- 8 mars : Edmond Bille, peintre et vitrailliste suisse (° 24 janvier 1878),
- 11 mars : Ludolfs Liberts, peintre et scénographe letton (° 3 avril 1895),
- 17 mars : Pietro Chiesa, peintre italo-suisse (° 26 juillet 1876),
- 24 mars : Georges Marty, peintre français (° 29 octobre 1875),
- 25 mars : René Carrère, peintre et cinéaste français (° 12 février 1879),
- 30 mars :
  - Georges Dumoulin, peintre paysagiste et verrier français (° 18 mai 1882),
  - Georges Grellet, peintre, graveur et illustrateur français (° 9 octobre 1869),
- 4 avril : Georges Mouveau, peintre et décorateur français (° 30 septembre 1878),
- 18 avril : André Hallet, peintre belge (° 26 mars 1890),
- 3 mai : Renato Birolli, peintre et militant antifasciste italien (° 10 décembre 1905),
- 8 mai : Élisabeth Fuss-Amoré, peintre et militante féministe française (° 29 novembre 1879),
- 24 mai : Gervèse, officier de marine, peintre et illustrateur français (° 21 septembre 1880),
- 2 juin : Gabrielle David, peintre française (° 16 juillet 1884),
- 7 juin : Édouard Chimot, peintre, illustrateur, graveur et directeur artistique français (° 26 novembre 1880),
- 8 juin : Pietro Canonica, sculpteur et peintre italien (° 1er mars 1869),
- 16 juin : Louis-Philippe Kamm, peintre et illustrateur français (° 11 avril 1882),
- 23 juin : Céline Aman-Jean, peintre et illustratrice française (° 1897),
- 24 juin : Lucien Seevagen, peintre français (° 28 janvier 1887),
- 6 juillet : George Grosz, peintre allemand (° 26 juillet 1893),
- 17 juillet : Marcel Delaunay, peintre français de l'École de Rouen (° 2 juillet 1876),
- 11 août : Ernest Amas, peintre français (° 1er janvier 1869),
- 17 août : Pierre Paulus, peintre belge (° 16 mars 1881),
- 8 septembre : Antoine de La Rochefoucauld, peintre et collectionneur d'art français (° 10 octobre 1862),
- 11 septembre : Charles Picart Le Doux, peintre, graveur, poète et écrivain français (° 12 juillet 1881),
- 12 septembre : William Didier-Pouget, peintre français (° 14 novembre 1864),
- 18 septembre : Adolf Ziegler, peintre allemand (° 16 octobre 1892),
- 23 septembre :
  - Bernard Pomey, peintre français (° 8 juillet 1928),
  - Adam Styka, peintre orientaliste polonais, naturalisé français (° 7 avril 1890),
- 24 septembre : Wolfgang Paalen, peintre, sculpteur et philosophe autrichien et mexicain (° 22 juillet 1905),
- 1er octobre : Jean de la Hougue, peintre français (° 11 août 1874),
- 2 octobre :
  - Jean-Pierre Duprey, poète, sculpteur et peintre français (° 1er janvier 1930),
  - Samuel Mützner, peintre roumain (° 13 décembre 1884),
- 3 octobre : Gabriel Brun-Buisson, peintre français (° 1883),
- 13 octobre : Louis Garin, peintre et illustrateur français (° 23 juin 1888),
- 16 octobre : Paul Manaut, sculpteur, peintre et aquarelliste français (° 20 mars 1882),
- 6 novembre : Ivan Leonidov, architecte, peintre et enseignant russe (° 9 février 1902),
- 10 novembre :
  - André Ballet, plasticien français (° 20 juillet 1885),
  - René Durey, peintre français (° 16 mars 1890),
- 29 novembre : Jeanne Philippar-Quinet, peintre française (° 17 décembre 1867),
- 30 novembre : Jan Wiegers, peintre, aquarelliste, graveur, lithographe et sculpteur néerlandais (° 31 juillet 1893),
- 3 décembre : Ödön Márffy, peintre hongrois (° 30 novembre 1878),
- 14 décembre : Lizzy Ansingh, peintre néerlandaise (° 13 mars 1875),
- 21 décembre :
  - Marie Lucas-Robiquet, peintre française (° 17 octobre 1858),
  - Kitaōji Rosanjin, peintre japonais (° 23 mars 1883),
- ? :
  - Alfred Bolle, peintre suisse (° 16 février 1887),
  - Louis Borgex, peintre, caricaturiste et lithographe français (° 5 juin 1873),
  - Léonce Cuvelier, peintre et dessinateur français et canadien (° août 1874),
  - Riccardo Fainardi, peintre, sculpteur et architecte d'intérieur italien (° 1865).